# Gilbert Kiakwama kia Kiziki
Gilbert Kiakwama kia Kiziki est un homme politique et entrepreneur congolais, né le 16 novembre 1938 à Kinkuzu dans la province du Bas-Congo (république démocratique du Congo). 
Économiste de formation, il a dirigé plusieurs sociétés d’État au Zaïre (actuellement république démocratique du Congo) et a occupé plusieurs fois des ministères dans les secteurs économico-financiers durant la Deuxième République (Finances, Portefeuille, Budget, Plan, Économie, Industrie, Commerce extérieur, etc.). Il a géré également plusieurs entreprises publiques et privées en RDC et contribue à plusieurs œuvres sociales, caritatives et culturelles notamment l’Association de réarmement moral MIKA, l’université Kongo, la première université privée en RDC, dont il est un des cofondateurs.
Démocrate chrétien dans l'âme, il l’a affirmé[pas clair] en devenant membre du Parti démocrate et social chrétien (PDSC) en 1991, après la fin du monopartisme en RDC. Cofondateur de la Convention des démocrates chrétiens (CDC), il en est aujourd’hui vice-président. Il a été élu député national de la circonscription de Mbanza-Ngungu (Bas-Congo, RDC) en 2006. Il est aujourd’hui président du Groupe parlementaire des chrétiens démocrates (GPCD) à l’Assemblée nationale (République démocratique du Congo).

## Biographie
Gilbert Kiakwama est le fils de Daniel Kiziki Ngoma et de Hélène Nkangwantima Lukula, tous deux originaires du Bas-Congo, groupement de Kinzinga, secteur de Gombe-Matadi, territoire de Mbanza-Ngungu.
Il est marié à Georgine Mansianga Nsenga depuis 1969. Elle est originaire de Madimba, dans le Bas-Congo. Il est père de cinq enfants. 
Après sept ans de service comme messager auprès de son oncle Mfumu Nkuwu, chef de groupement de Kinzinga, Daniel Kiziki ira s’établir à Léopoldville en 1940 avec toute sa famille. Son fils, Gilbert, commence ses études primaires à l’école Sainte-Marie en 1948. Il les poursuit à Saint-Joseph où il termine en 1953. En 1954, il entame l’école moyenne à Saint-Raphaël (ECOMORAPH) où il termine avec Grande Distinction en 1958.
Il travaille comme comptable au journal La Croix du Congo des pères scheutistes et ensuite à La Cobega. Il bénéficie d’une bourse d’études privée pour l’Europe octroyée par l’abbaye de Westmalle (Anvers). À 22 ans, il choisit d’achever ses études secondaires plutôt que de s’inscrire sans transition à l’enseignement supérieur ouvert à Anvers spécialement pour les Congolais. Il entame la 4e secondaire, section commerciale, au collège Saint-Henri à Comines (Belgique) où il termine en 1963 avec Grande Distinction. La même année, il commence ses études universitaires à la FUCAM (Facultés universitaires catholiques de Mons) où il termine en 1967 comme licencié en sciences commerciales et financières, avec Grande Distinction[réf. nécessaire].
En 1967, il commence des études doctorales à l’université de Lovanium (Kinshasa) dès octobre à l’IRES (Institut de recherches économiques et sociales). Il gardera sa charge de professeur assistant jusqu’en 1974 mais il décide de ne pas continuer sa thèse par choix personnel. Sa thèse portait sur « Les liquidités monétaires internationales et la croissance économique mondiale ».
Pendant son doctorat, il est engagé à Bruxelles comme attaché à la direction générale de la BBA (Banque belge d’Afrique, actuellement UBC). Il est ensuite recruté par la Banque mondiale comme directeur d’exploitation appelé à devenir directeur général congolais de la Société financière de développement (SOFIDE). Il travaillera d’abord sous les ordres de M. Serge Guetta qui fut son patron comme administrateur délégué général, délégué par la Banque mondiale de 1969 à 1972[réf. nécessaire].
Il participe ainsi à l’installation de la nouvelle banque de développement. Il est chargé de créer l’OPEC (Office de promotion des petites et moyennes entreprises congolaises) dont il assume la direction générale jusqu’en 1975). De 1975 à 1977, il est délégué général de l’IGP (Institut de gestion du Portefeuille), institution nouvellement créée sur le modèle de l’IRI italien, pour gérer l’ensemble du portefeuille de l’État[réf. nécessaire].
Il est nommé président-directeur général de la Sonas (Société nationale d’assurance) de 1982 à 1983 avec comme mandat d’assainir le bilan de la Société[réf. nécessaire]. En onze mois, il a redressé les comptes de la Sonas par le rééquilibrage et l’harmonisation de sa relation avec ses courtiers[pas clair][réf. nécessaire].
Il termine sa carrière de gestionnaire de l’État à la Gécamines nouvellement créée où il exerce les fonctions de président-délégué général, chargé de mettre en œuvre ladite réforme (1985 – 1988).

### Politique
La carrière de Gilbert Kiakwama a alterné entre la gestion des entreprises publiques et l’administration de portefeuilles ministériels. En 1977, le président Mobutu le nomme ministre du Portefeuille. À ce titre, il a négocié pendant la période de la rétrocession des biens nationalisés (zaïrianisation), diverses conventions, notamment avec le secteur pétrolier, avec le groupe SIBEKA. En ce qui concerne la MIBA (Société minière de Bakwanga), il négocie pour le compte de la République du Zaïre la « convention de Lomé II » et initie à ce titre le SYSMIN (Système pour les minerais). Par ailleurs, comme ministre du Portefeuille, il est l’auteur de la loi 078/002 portant gestion du portefeuille de l’État, loi qui continue de régler la matière. 
Il est nommé ensuite ministre des Finances,. Jeune ministre, se souvenant des dégâts du choc pétrolier de 1973, de l’éventualité d’un second choc qui pointait à l’horizon et déplorant l’état calamiteux des finances de la République du Zaïre, tout en sollicitant l’aide des bailleurs de fonds dans le cadre d’un voyage de promotion de l’économie du Zaïre auprès des investisseurs occidentaux potentiels, il déclara – constatant l’insouciance de la hiérarchie de son pays – depuis Bruxelles et afin de convaincre les bailleurs de fonds et les investisseurs éventuels : « le Zaïre est à genou ». Dès son retour au Zaïre, il sera limogé par le président Mobutu.
En 1983, il est nommé ministre des Finances, Budget et Portefeuille, poste qu’il occupe jusqu’en 1986. À ce titre, il a élaboré le plan de réforme de la SOZACOM (Société zaïroise de commercialisation des minerais). Bien après la fin du monopartisme incarné par le Mouvement populaire de la révolution (MPR), il est nommé en 1994 ministre PDSC du Plan puis des Finances, jusqu’en 1996. C’est son dernier poste ministériel au cours de la Deuxième République.

### Exil
Avec l’arrivée de l’AFDL, en 1997, sa famille s’est réfugiée à Bruxelles de Mai 1997 à avril 2002. Gilbert Kiakwama y est devenu membre de la Commission Justice et Paix de l’Église catholique et consultant pour la Banque mondiale. Il participe à plusieurs ateliers de travail (workshop) et surtout à l’étude Aid and Reform in Africa. 

### Action sociale, caritative et culturelle
L’implication de Gilbert Kiakwama ne se limite pas aux activités pécuniaires. Il s’implique dans la vie sociale, caritative et culturelle. Il est fondateur de MIKA, association culturelle de défense et de promotion des valeurs culturelles et de la langue Kongo. Il est l’un des cofondateurs de l’université Kongo, première université privée de la RDC, en 1990. À ce titre, il contribue à la pérennité de cette institution en mettant gratuitement à sa disposition des bâtiments depuis sa fondation....

### Engagement politique
Avec l’avènement de la démocratisation au Zaïre, le 24 avril 1990, il a eu l’occasion d’affirmer enfin sa foi de démocrate chrétien. Il est devenu membre du PDSC (Parti démocrate et social chrétien), des Papas Joseph Ileo et Bo-Boliko Lokonga, section de Mbanza-Ngungu, de 1991 à 1999.
Ayant quitté le PDSC en 1999, il a cofondé le PCR (Parti chrétien républicain). Il est cofondateur et premier président du RFC (Rassemblement des forces du changement), plate-forme politique en juillet 2005. En août 2005, à Matadi, il cofonde la CDC (Convention des démocrates chrétiens), une fédération de dix partis d’obédience chrétienne qui va se muer en parti politique le 12 janvier 2009
Il est élu du Territoire de Mbanza-Ngungu (Bas-Congo) lors des élections législatives de 2006. Aujourd’hui, il siège au parlement de la république démocratique du Congo comme député national CDC,. et président du GPCD (Groupe parlementaire des chrétiens démocrates),. Il s’est fait connaître comme un opposant déterminé, patriote, défenseur passionné de la démocratie, de la bonne gouvernance et toujours soucieux de préserver l’intérêt général. Par ailleurs, son intervention à l’Assemblée nationale de la RDC sur les massacres des adeptes de Bundu dia Kongo (BDK) est encore dans tous les esprits, spécialement en pays Kongo.